# Королевский институт берберской культуры
Королевский институт берберской культуры (фр. Institut royal de la culture amazighe (IRCAM); тамаз. ⴰⵙⵉⵏⴰⴳ ⴰⴳⵍⴷⴰⵏ ⵏ ⵜⵓⵙⵙⵏⴰ ⵜⴰⵎⴰⵣⵉⵖⵜ; араб. المعهد الملكي للثقافة الأمازيغية‎) — академическое учреждение правительства Марокко, отвечающее за развитие и продвижение берберских языков и культуры, а также за разработку курсов берберского языка для государственных школ Марокко.
Институт расположен в марокканской столице Рабате. Он был официально основан 17 октября 2001 года по королевскому указу короля Мухаммеда VI (дахир (королевский указ) № 1-01-299). Институт имеет юридическую и финансовую независимость от исполнительной власти, но его рекомендации по преподаванию берберских языков в марокканских государственных школах не имеют обязательной юридической силы для правительства.

## Роль
Институт предлагает марокканскому королю и правительству советы о мерах, которые помогут развивать берберский язык и культуру, особенно в рамках системы образования.

## Задачи и функции
- Поддержка и развитие берберского языка.
- Работа по реализации политики, принятой королем по этому вопросу.
- Помощь во включении берберского языка в марокканскую систему образования и обеспечении его присутствия в социальной и культурной сферах, а также в национальных, региональных и местных СМИ.
- Укрепление статуса берберской культуры в СМИ и обществе.
- Работа с другими национальными учреждениями и организациями, особенно с министерством образования.
- Выступление в качестве ориентира в области академических берберских исследований и исследований на региональном и международном уровнях, особенно в Северной Африке .

## Тифинаг
Институт сыграл ведущую роль в принятии тифинаг для транскрипции берберских языков в Марокко.
Принятая система письменности представляет собой алфавит, в отличие от оригинального тифинаг, поддерживаемого туарегами, который представляет собой абджад. Он состоит из 33 букв и во многом вдохновлен нео-тифинагом, разработанным в 1970-х годах кабильскими боевиками.